# Shahpur
Shahpur là một thị xã và là một nagar panchayat của quận Muzaffarnagar thuộc bang Uttar Pradesh, Ấn Độ.

## Địa lý
Shahpur có vị trí 29°21′B 77°33′Đ / 29,35°B 77,55°Đ Nó có độ cao trung bình là 237 mét (777 feet).

## Nhân khẩu
Theo điều tra dân số năm 2001 của Ấn Độ, Shahpur có dân số 17.186 người. Phái nam chiếm 53% tổng số dân và phái nữ chiếm 47%. Shahpur có tỷ lệ 49% biết đọc biết viết, thấp hơn tỷ lệ trung bình toàn quốc là 59,5%: tỷ lệ cho phái nam là 57%, và tỷ lệ cho phái nữ là 40%. Tại Shahpur, 18% dân số nhỏ hơn 6 tuổi.